# ماروین باکلورز
ماروین باکلورز (انگلیسی: Marvin Bakalorz؛ زادهٔ ۱۳ سپتامبر ۱۹۸۹) بازیکن فوتبال اهل آلمان است.
از باشگاه‌هایی که در آن بازی کرده‌است می‌توان به باشگاه فوتبال پادربورن، باشگاه فوتبال آینتراخت فرانکفورت، باشگاه فوتبال بروسیا دورتموند، و باشگاه فوتبال هانوفر ۹۶ اشاره کرد.